# NGC 6884
NGC 6884 est une nébuleuse planétaire située dans la constellation du Cygne. NGC 6884 a été découverte par l'astronome américain Edward Charles Pickering en 1883, mais elle a été inscrite au New General Catalogue sous la désignation NGC 6766. NGC 6684 a aussi été découverte indépendamment par l'astronome britannique Ralph Copeland le 20 septembre 1884 et c'est cette découverte qui a été inscrite au sous la désignation NGC 6884.

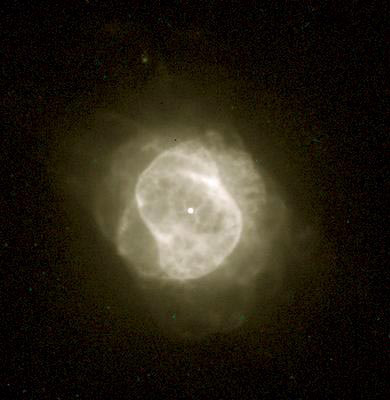
Autre interprétation des données captées par le télescope spatial Hubble.

## Histoire
L'ascension droite inscrite par Pickering est de 19h 05m 57s au lieu de 20h 05m 57s, mais John Dreyer, l'auteur du New General Catalogue ne s'est pas rendu compte de l'erreur. En conséquence, NGC 6766 a été considéré comme un objet perdu ou inexistant pendant plus d'un siècle. Pickering a cependant publié une position corrigée après la publication du dernier catalogue NGC, mais personne n'a remarqué cette correction même si Thomas Espin (en) cite dans un article de 1911 Pickering comme l'ayant faite. Selon Harold Corwin, c'est un certain Dave Riddle qui a trouvé le papier d'Espin, nous permettant ainsi de connaître l'histoire de la découverte de NGC 6884.
Corwin décrit aussi la méthode employée par Pickering pour découvrir les nébuleuses planétaires. Il balayait le ciel en utilisant un spectroscope à faible dispersion relié à son télescope. Le spectre des étoiles apparaissaient alors continu, alors que celui des nébuleuses planétaires avaient l'apparence d'une étoile. Cette inversion provient du fait que la lumière visible émise par les nébuleuses planétaires est surtout concentrée dans les raies d'émission de l'oxygène à 495,8 nm et 500,7 nm.

## Observation
Avec une magnitude visuelle apparente de 10,9, on doit utiliser un télescope dont l'ouverture est d'au moins 150 mm pour l'observer.

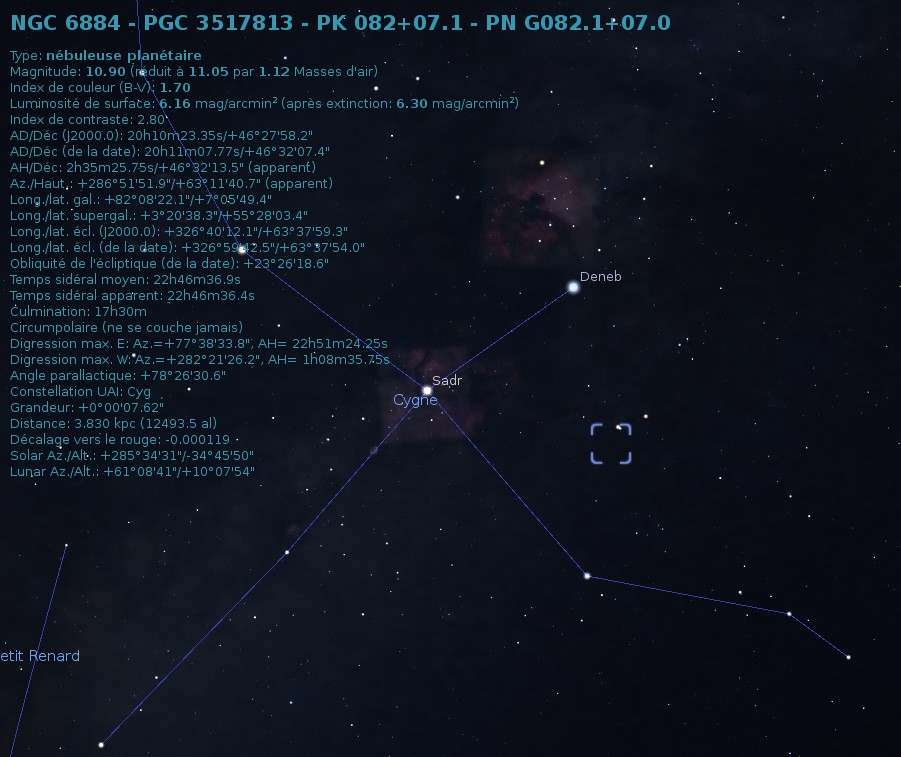
Emplacement de NGC 6884 dans la constellation du Cygne.

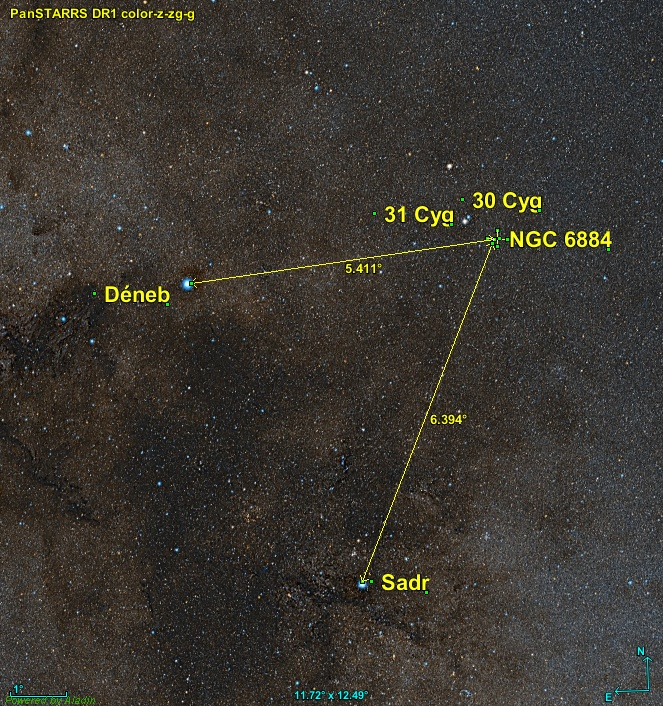
Position de NGC 6884 par rapport à des étoiles de la constellation du Cygne.

La nébuleuse NGC 6884 est située à proximité et au sud-ouest d'une paire d'étoiles constituée de 30 Cygni, une étoile géante blanche, et de 31 Cygni, une étoile binaire à éclipses. L'étoile Sadr est à environ 6,4 degrés au sud-est de NGC 6884 et Déneb à 5,4° au également au sud-est.
Comme plusieurs nébuleuses planétaires découvertes par Pickering et Copeland, NGC 6884 est difficilement discernable d'une étoile ordinaire, sauf si on utilise des filtres. Une comparaison clignotante dans laquelle un filtre bloque la lumière qui n'est pas émise par le nuage gazeux de la nébuleuse est le moyen le plus adéquat pour trouver la source lumineuse qui est une nébuleuse.

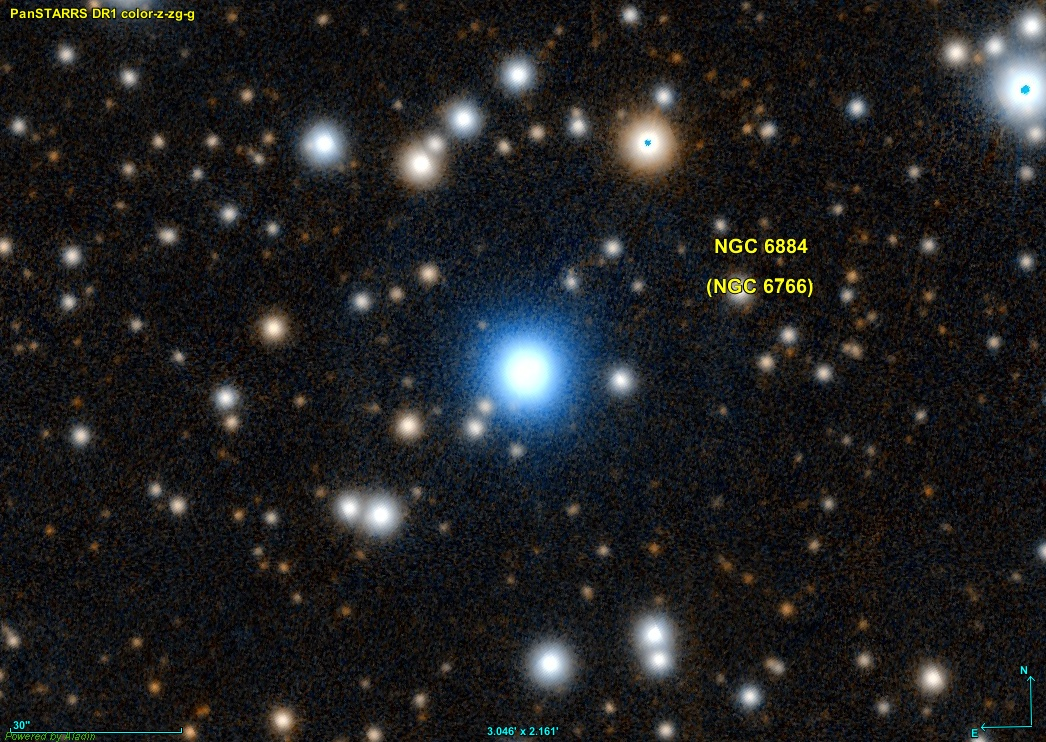
Cette image provenant du relevé Pan-STARRS nous montre à quel point il peut être difficile de distinguer cette nébuleuse d'une étoile.

## Caractéristiques

### Distance, taille et vitesse
Le logiciel en ligne Aladin Lite permet de consulter les données astronomiques de plusieurs catalogues, dont le « GAIA EARLY DATA RELEASE 3 (GAIA EDR3) ». Pour NGC 6894, Gaia EDR3, la parallaxe de NGC 6884 est égale à 0,464 6 ± 0,119 2 mas, ce qui correspond à une distance comprise entre 1 713 pc et 2 895 pc (2 152 +743
−439 pc).
Puisque sa taille apparente est de 0,25′, un calcul rapide montre que son envergure pour une distance de 2 152 +743
−439 pc est égale à 0,51 +0,18
−0,10 al. Cependant, selon Corradi et ses collègues, NGC 6684 est entouré d'un halo circulaire de 37". Si l'on tient compte de ce halo, la taille réelle de cette nébuleuse atteint 1,30 +0,45
−0,25 al.
Deux valeurs identiques de la vitesse radiale sont aussi indiquées sur Simbad : −35,6 ± 2,0 km/s,.

### Sa structure, son âge  et l'étoile centrale
Cette nébuleuse est constituée de l'atmosphère extérieure d'une étoile vieillissante. La vitesse d'expansion de la nébuleuse varie entre 19 et 25 km/s. Elle est compact et jeune avec un âge cinématique, en assumant une distance de 2 000 pc, de 720 ans. La nébuleuse est symétrique avec des arcs formant un noyau interne en forme de S, cette forme pouvant s'expliquer par des écoulements laminaires à une vitesse de 55 km/s. Le noyau est entouré d'anneaux filamenteux inclinés à des angles d'environ 40° à 45° par rapport à notre ligne de visée. Le noyau a une forme d'ellipsoïde allongé dont les axes ont un rapport de 1,6/1 et il est incliné à 40°.
L'étoile centrale de la nébuleuse est de WN b?. Le W signifie que c'est une étoile de type Wolf-Rayet et le N indique que le spectre de son atmosphère est dominé par l'azote. Ici l'étoile est peut-être binaire (b?). Sa température est de l'ordre de 100 000 K. Selon Corradi et ses collègues, la température de l'étoile centrale est de 87 kK ({\displaystyle Log(T)=4,94}) et sa luminosité est de 11 480 {\displaystyle L_{\odot }} ({\displaystyle Log(L)=4,06}).